# BBC Prime
BBC Prime er underholdningskanalen til BBC som sender til Europa, Afrika og Midt-Asien. Kanalen begyndte udsendelserne i 1995, men bliver gradvis erstattet af BBC Entertainment i 2008.